# Magda Bergquist
Carin Magdalena (Magda) Bergquist-von Mirbach född 16 juli 1889 i Skara stad, död 6 januari 1976 i Stockholm, var en svensk författare. 

## Biografi
Föräldrar var bankdirektören Conrad Bergquist och Anna Gadde. Hon blev 1930 gift med greve Friedrich von Mirbach. Hon genomgick Skara flickskola och bedrev därefter språkstudier i Tyskland, Frankrike och Italien. Hon debuterade litterärt 1914 med diktsamlingen Sol och sorg och skrev jämte poesin sagoberättelser och skådespel. Flera av sagorna översattes till tyska och franska.

## Övrigt
Ledamot i Sveriges författareförening.